# Bill Barretta
William Paul (Bill) Barretta (Yardley, Pennsylvania, 19 juni 1964) is een Amerikaans acteur, regisseur, scenarioschrijver, producent en poppenspeler die vooral bekend is van zijn werk met Jim Hensons Muppets.
Hij werkt met de Muppets sinds 1991, toen hij in het pak zat van vader Earl Sinclair in Dinosaurs. Barretta ontwikkelde later verschillende nieuwe personages voor Muppets Tonight, waaronder Pepe the Prawn, Johnny Fiama en Bobo the Bear. Naast deze eigen Muppet-personages heeft hij een aantal van Jim Hensons rollen overgenomen. Voorbeelden zijn Dr. Teeth, Rowlf, Mahna Mahna en de Zweedse Kok. 
De laatste twee Muppet-televisiefilms, It's a Very Merry Muppet Christmas Movie en The Muppets' Wizard of Oz, werden mede door Barretta geproduceerd. Samen met Brian Henson schrijft en regisseert hij de serie Tinseltown, waarin zowel poppen als echte mensen spelen. Ook spreekt hij stemmen in voor de originele versie van Kim Possible.